# ميكولا سكوريك
ميكولا ليونيدوفيتش سكوريك (بالأوكرانية: Микола Леонідович Скорик]) من مواليد 27 نوفمبر 1972 في أوديسا) هو سياسي أوكراني عضو في حزب كتلة المعارضة وعضو سابق في حزب المناطق، رئيس إدارة ولاية أوديسا الإقليمية (8 نوفمبر 2013 إلى 3 مارس 2014) نائب الشعب الثامن والتاسع الدعوات.

## السيرة الشخصية
ولد في مدينة أوديسا، وتخرج في عام 1989 من المدرسة. في عام 1994 تخرج من معهد أوديسا بوليتكنيك بدرجة علمية ممتازة في «الاقتصاد والإدارة في الهندسة الميكانيكية» بدرجة في الهندسة - خبير اقتصادي.
في 9 سبتمبر 2012 كانت له أول شارك في حفل نادي تشورنوموريتس أوديسا الذي أقيم في ملعب كرة القدم المبني حديثًا. في 23 ديسمبر 2013 كان هنأك المدرب رومان هريهورتشوك والمدير العام للنادي سيرجي كيرنيتسكي قد شكرهم على مشاركتهم في البطولة. ومن أجل ذلك منحه القميص الملون باللونين الأسود والأزرق وعليه رقم واحد وبعض الهدايا التذكارية. وخلال الاجتماع نفسه، أشاد أيضًا بالفريق لفوزه بميداليات برونزية في عام 1974 ، وأضاف أنه يود رؤية «البحارة» الحاليين للانضمام إلى نادي كرة القدم هذا.
في 25 فبراير 2014 ، عقد اجتماعًا في أوديسا مع العديد من السياسيين في المنظمات غير الحكومية التي تضمنت أحزابًا مثل باتكيفشينا، وحزب الخضر في أوكرانيا، ورودينا، وسفوبودا، ووحدة الشباب. في اليوم السابق لها، خاطب سكان أوديسا. وفي أكتوبر 2014 ، تم انتخاب سكوريك في البرلمان الأوكراني. بعد حصوله على المركز العاشر على اللائحة الانتخابية لكتلة المعارضة. وفي سبتمبر 2016 ، اشتبهت سكوريك بالتورط في أعمال شغب استهدفت داعمي الميدان الأوروبي في أوديسا في فبراير 2014 وفي اكتوبر / تشرين الأول 2019 ، أُعيد انتخاب سكوريك في البرلمان الأوكراني؛ بعد أن احتل المركز السادس عشر على اللائحة الانتخابية لمنصة المعارضة - مدى الحياة. في انتخابات أوديسا المحلية لعام 2020 ، كان هوه مرشحًا لمنصب عمدة أوديسا (تم ترشيحه من قبل منصة المعارضة - مدى الحياة). ولكن في الجولة الثانية من انتخابات رئاسة البلدية هُزم من قبل رئيس البلدية الحالي جينادي تروخانوف، صوت 54.28٪ من الناخبين لتروخانوف.

## المناصب التي حصل عليها
1- من مايو 2006 إلى نوفمبر 2010 - رئيس مجلس أوديسا الإقليمي. في 8 نوفمبر 2013 تم تعيينه رئيسًا للإدارة الإقليمية في أوديسا.
2-من يونيو 2014 إلى سبتمبر 2014 - رئيس مكتب أوديسا لحزب التنمية في أوكرانيا. لقد دعم الأ ليغارشية سيرهي تيجيبكو في الانتخابات الرئاسية لعام 2014.
3- كان مساعدًا لنائب الشعب في الدعوة الرابعة ليونيد كليموف (زايد) والدعوة السادسة لفيتالي بورت (حزب المناطق)
4- في أبريل 2014 ، أنشأ وترأس نائبًا جديدًا لمجموعة «الوحدة» في المجلس الإقليمي لأوديسا، وأصبح عضوًا في هيئة رئاسة المجلس الإقليمي.
5- المشرح لمنصب عمدة أوديسا في انتخابات أكتوبر  2020 .
6-في 18 كانون الثاني (يناير) 2018، كان أحد 36 نائبًا صوتوا ضد قانون الاعتراف بالسيادة الأوكرانية على الأراضي المحتلة في دونيتسك ولوهانسك أوبلاست.
7- نائب ااشعب الأوكراني للدعوة الثامنة من 27 نوفمبر 2014 إلى 29 أغسطس. انتخب من «كتلة المعارضة» على قائمة الحزب (№ 10). عضو في البرلمان الأوكراني لجنة الميزانية.

## ملكيتة
في التصريح أنه يمتلك ثلاث شقق (172، 523، 60 م 2) وثلاثة منازل (217، 629، 629 م 2) في أوديسا والمنطقة. مرسيدس ML 350 ولكزس RX 350، ولاحقا اثنتان متطابقتان من تويوتا لاند كروزر 200 . خبير الساعات باهظة الثمن شوبارد، بولغاري، أوليس ناردين، باتيك فيليب.

## العائلة
1-الزوجة - ناتاليا فلاديميروفنا سكوريك، تربي ابنتها مارغريتا وابنها فيكتور.
2-كانت والدة ليودميلا زالوبينسكا عالمة فيزيائية (الآن أستاذة مشاركة في جامعة متشنيكوف). في أواخر الثمانينيات، كانت ليودميلا منخرطة في السياسة، وكانت واحدة من مؤسسي الحركة الشعبية (تعرف بفياتشيسلاف تشورنوفيل)، وترأست لجنة أوديسا لأمهات الجنود (على الرغم من أن ابنها لم يخدم في الجيش).

## الجوائز
1- حصل في عام. (5 كانون الأول (ديسمبر) 2008) - على وسام الاستحقاق III Art في مساهمة الشخصية الكبيرة في تطوير الحكم الذاتي المحلي، سنوات عديدة من العمل الجاد والمهنية العالية 
2-في عام (27 يونيو 2013) حصل على وسام الاستحقاق II Art. - للمساهمة الشخصية الهامة في بناء الدولة، والتنمية الاجتماعية والاقتصادية والعلمية والتقنية والثقافية والتعليمية لأوكرانيا، والإنجازات العمالية الهامة والمهنية العالية.